# Miss Italia 1978
Miss Italia 1978 si svolse in cinque serate e si concluse il 4 settembre 1978 a Reggio Emilia. Il concorso è stato condotto da Pippo Baudo. Vincitrice di questa edizione fu la diciassettenne Loren Cristina Mai di Mantova.

## Risultati
| Risultato finale | Concorrente            |
| ---------------- | ---------------------- |
| Miss Italia 1978 | - – Loren Cristina Mai |
| Miss Eleganza    | - – Daniela Palma      |
| Miss Cinema      | - – Ramona Dell'Abate  |

## Altre concorrenti
- Alba Parietti, in seguito conduttrice televisiva.